# Duerme negrito
Duerme negrito es una popular canción de cuna, con acordes folclóricos de Argentina, recopilada e interpretada por Atahualpa Yupanqui y posteriormente versionada por diferentes artistas, entre los que se destaca Mercedes Sosa y el uruguayo Daniel Viglietti.
Según Yupanqui, su origen se remonta a la región Caribe fronteriza entre Colombia y Venezuela.
Sus estrofas relatan la vida de una mujer que debe trabajar en el campo, alejada de su hogar, durante extensas jornadas, para alcanzar el sustento económico de ella y su hijo. Algunos destacados cantantes que la han interpretado son Alfredo Zitarrosa, Víctor Jara, Raphael, Natalia Lafourcade y Bola de Nieve